# Christine Jones (Sängerin)
Christine Jones  (* 9. Mai 1944 als Christine Zacher in Teplitz-Schönau; † 13. Februar 2017) war eine Blues-Sängerin, Arrangeurin, Fluxus-Künstlerin, Galeristin und Produzentin.

## Leben
Die Tochter eines Architekten und einer Lehrerin wuchs in Salzburg auf und studierte auf Wunsch ihrer Eltern Kunsterziehung bei Robin C. Andersen an der Akademie der Bildenden Künste in Wien. Dieses Studium schloss Jones im Jahr 1967 mit dem Titel Magistra Artium ab. Anschließend studierte sie bis 1971 an der Freien Universität in Berlin Altamerikanistik bei Gerdt Kutscher. Aus dieser Zeit stammen auch die ersten Kontakte mit dem Jazz. Ihr Weg als Sängerin führte sie zunächst über Fatty George und dem „American Folk Blues Festivals“ nach Barcelona, nach London und nach Paris. Im dortigen „Blue Note“ begann sie mit den Jazzmusikern Kenny Clarke, Nathan Davis und Pony Poindexter zu arbeiten. Dabei wurde sie von Horst Lippmann entdeckt und unter Vertrag genommen. Count Basie formulierte für sie ein Empfehlungsschreiben. Der deutsche Musik- und Kulturjournalist Siegfried Schmidt-Joos schrieb: „Sie singt den Blues ihres eigenen Lebens; ihre Musik geht den Zuhörern unter die Haut. Ihre Liedtexte sind bildhafte Verse eines menschlichen Wesens, das anderen etwas mitzuteilen hat.“
In den 1970er Jahren wurde Berlin zu ihrer Heimat, und es kam zu Auftritten mit Leo Wright, Duke Ellington, Dexter Gordon, Eugene Cicero, Fritz Pauer und Carmell Jones, den sie heiratete und mit dem sie die Tochter Stella Jones bekam.
Zehn Jahre später und nach der Scheidung kehrte sie nach Wien zurück und heiratete Klaus-Peter Schrammel (einen Urenkel von Johann Schrammel). Ihre gemeinsame Tochter Isabella kam zur Welt.
Im Jahr 1980 gründete sie die Band JONESMOBILe. An ihrem ersten Album Jonesmobile beteiligte sich die österreichischen Jazz-Szene. Einige Zeit später kam es gemeinsam mit dem Gitarristen Karl Ratzer zur Einspielung von Wow (1988) und gemeinsam mit dem Maler Christian Ludwig Attersee zum Album Äpfel der Liebe.
Der Jazzhistoriker Klaus Schulz sagte damals über Jones: „Jones ist keine ausschließliche Bluessängerin, manche ihrer Songs gehen ins Ohr wie populäre Hits. Sie ist aber auch keine Pop-Sängerin, sie verträgt einfach kein Etikett, weil sie in ihrer Musik verschiedene zeitgenössische Sounds integriert.“
Mit I Don’t Believe eroberten sie und ihr Ensemble die österreichischen Hitparaden wie auch das Weiße Haus in Washington und auch den Vatikan.
Im Jahr 1999 erhielt das JONESMOBILe den Award of Merit des South Pacific Song Contest für Very Sometimes People.
Im Jahr 1984 wurde gemeinsam mit ihrem Mann Klaus-Peter Schrammel die Wiener KUNST>KANZLEI als Teil der Yedermann Productions ins Leben gerufen. Damit schaffte sie eine Art Fortsetzung der Kunstsalons aus dem 19. und frühen 20. Jahrhundert. Für Jones, die nicht nur Sängerin, sondern auch von Beginn an selbst der Fluxus-Bewegung verpflichtet ist, ist diese Institution der Dreh- und Angelpunkt vom Über- und Ineinandergreifen verschiedener Kunst- und Lebensformen. Fluxus-Künstler wie Daniel Spoerri, Dick Higgins, Christo, Coco Gordon, Alison Knowles, Joe Jones, Padhi Frieberger oder auch Ben Vautier fanden in der KUNST>KANZLEI ihre erste Präsentationsplattform in Österreich. Jones Arbeiten fanden hier ihre Heimat.
Der österreichische Kulturwissenschaftler Dieter Schrage sagte über Jones: „Sie ist nämlich weder Musikerin noch Literatin; weder bildende Künstlerin noch Philosophin; weder Tänzerin noch Schauspielerin; weder Schaffende noch Rezipientin; weder E noch U. Christine Jones ist die Summe aus alle dem. Sie ist für sich ein kleines schillerndes Interart-Power-Paket. Ein temporeiches, umtriebiges Stück Gesamtkunstwerk nicht an der hehren, ernsthaften Jahrhundertdimension der Gesamtkunstwerker Richard Wagner, Arnold Schönberg oder Hermann Nitsch orientiert, sondern hier und heutig, poppig und grell für die Minute.“

## Diskografie
- 1965: Christine-Spirituals, Folksongs, Blues. LP CBS 62626
- 1981: Christi Ne Jones - Jonesmobile. LP YM 24581
- 1982: Schlaf, Schlaf, Schlaf. Single YM 119872
- 1983: Weihnacht zu Zweit - Attersee & Christine Jones. LP YM 150152
- 1983: Grüß Gott. Single Weltweit Rec./Echo 119382
- 1983: Wow! - Christine Jones feat. Karl Ratzer. LP YM 9544
- 1988: Summertime - Christine Jones feat. Karl Ratzer. Single YM 119428
- 1988: Trinity - Christine Jones. Maxi-Single YM 150044-1
- 1992: Very Sometimes People. Maxi-CD YM G 9216-2
- 1994: Aut of Austria Sampler. CD RMC 150002
- 1996: Christine Jones - Live at EGA. CD YM11916
- 1996: Christine Jones & the Jonesmobile - Narrative Jazz. Maxi-CD YM 12507
- 1997: Christine Jones - Jonestones. CD YM 9871-2
- 2000: Christine Jones - Tamin Bacon. CD YM 12508
- 2001: Christine & Stella Jones - La Chica Evelvn. CD YM 77200
- 2002: Jonesmobile im Ziegelstadl. CD YM 195201
- 2003: Summertime - That Was Then. Compilation-CD UMG 980113
- 2003: Summertime - This ts Now. Compilation-CD UMG 980854
- 2004: Best of Christine Jones. CD UMG 986645
- 2004: Nlghtmares - Jonesmobile. Single-CD YM 08154711
- 2004: Christine Jones - Look Here Blues. CD YM 91301
- 2005: Female - Verve Impressions. Compilalion-CD UMC 983300
- 2005: Christine Jones/Aaron Wonesch-Jonesch. CD ORF 411
- 2010: Saxo Son I Schrammel Ton I Christine Jones. CD YM 1952
- 2011: Äpfel der Liebe - Attersee & Christine Jones. CD YM 13411[3]
- 2014: Jonesmobile 33 - Live. CD YM 3033